# Erasmus+ Schule
Mit dem Programm Erasmus+ fördert die Europäische Kommission den Austausch innerhalb der Europäischen Union. In Deutschland wird das Programm von vier Nationalen Agenturen umgesetzt, die jeweils die einzelnen Bildungsbereiche betreuen. Für den Austausch mit Erasmus+ in der schulischen Bildung ist die Nationale Agentur Erasmus+ Schulbildung im Pädagogischen Austauschdienst zuständig. "Erasmus+ Schule" ist somit der Nachfolger des ehemaligen COMENIUS-Programms, welches bereits 2014 mit anderen Einzelprogrammen (wie etwa dem Leonardo-Programm) vereinigt wurde. Im Rahmen des EU-Programms umfasst der Bereich Schulbildung auch die frühkindliche Bildung (Kindertagesstätten und Kindergärten) sowie Behörden und Einrichtungen aus dem Bereich der Lehrerbildung.

## Mobilitäten
Das EU-Programm finanziert im Schulbereich verschiedene Auslandsaufenthalte zu Lernzwecken, sogenannte Mobilitäten:
- Schüleraustausch in Gruppen (zwei bis 30 Tage)
- Kurzzeit-Schüleraustausch für einzelne Kinder und Jugendliche (zehn bis 29 Tage)
- Schülerpraktika im Ausland (zehn bis 29 Tage)
- Internationale Fortbildungen, Hospitationen und Job Shadowing im Ausland für Lehrkräfte, Erzieher und Fachpersonal aus dem Bereich Frühpädagogik
- Einladung von Personen aus dem Ausland an die eigene Schule oder Bildungseinrichtung

Auch umfangreiche Kooperations- und Forschungsprojekte mit Bezug zu schulischer Bildung, bei denen beispielsweise Universitäten, Vereine, NROs oder Behörden aus verschiedenen Erasmus+ Programmländern involviert sind, werden gefördert.
Mit eTwinning steht Schulen und Lehrkräften zusätzlich eine Onlineplattform zur Verfügung, über die internationale Unterrichtsprojekte zwischen Schulklassen entweder komplett digital oder als Blended mobility durchgeführt werden können.

## Förderformate
Bei Erasmus+ Schule ist es nicht möglich, dass eine einzelne Person nur für sich selbst eine Förderung beantragt. Die Antragsstellung findet immer auf institutioneller Ebene statt, sodass Austausch für mehrere Personen oder Bildungseinrichtungen über einen gewissen Zeitraum hinweg ermöglicht wird. Dafür gibt es seit 2021 vier verschiedene Förderformate: Akkreditierung, Kurzzeitprojekte (Short-term Mobility Project), Kooperationspartnerschaften (Cooperation Partnerships) und Kleinere Partnerschaften (Small-Scale Partnerships).

### Akkreditierung bei Erasmus+
Bei Erasmus+ gibt es seit 2021 die Möglichkeit für Schulen, Kindergärten und weitere Bildungseinrichtungen, sich für eine Akkreditierung zu bewerben. Damit erhält die Einrichtung eine Art Mitgliedschaft bei Erasmus+ für die Gesamtlaufzeit des Programms, also bis 2027. Nach einer erfolgreichen Akkreditierung kann eine Schule jährlich Fördermittel für Schüleraustausch, Fortbildungen für Lehrkräfte im Ausland, Begegnungen mit Partnerschulen oder andere Mobilitäten anfordern. In der ersten Antragrunde 2021 haben sich in Deutschland über 400 Schulen akkreditieren lassen.
Eine Akkreditierung ist auch als sogenanntes „Konsortium“ ist möglich. Dabei schließen sich mehrere Einrichtungen zu einem Team zusammen und einigen sich darauf, welche davon als Koordinator die Akkreditierung beantragt. Die koordinierende Einrichtung ist beispielsweise eine Behörde oder eine Trägerorganisation, die dann für mehrere Schulen, Kindergärten oder andere Einrichtungen die Fördermittel beantragt und verwaltet. So koordinierte das Landesamt für Schule und Bildung (LaSuB) von 2019 bis 2021 ein Erasmus-Projekt und ermöglichte damit insgesamt 213 sächsischen Lehrkräften von über 30 Schulen europäische Fortbildungen und Hospitationen im Ausland.
Berufsbildende Schulen in Deutschland müssen Anträge auf Akkreditierung bei Erasmus+ seit 2021 bei der Nationalen Agentur beim Bundesinstitut für Berufsbildung (BiBB) stellen.

### Kurzzeitprojekte (Short-term Mobility Projects)
Kurzzeitprojekte (Short-term Mobility Projects) sind wie eine Art Schnupperkurs: Einrichtungen, die Erasmus+ erst einmal mit einer kleinen Gruppe über einen kürzeren Zeitraum (sechs bis 18 Monate) ausprobieren möchten, können mit einem Kurzzeitprojekt starten. In einem Kurzzeitprojekt können bis zu 30 Lehrkräfte, Schülerinnen oder Schüler an einem europäischen Austausch teilnehmen. Auch vorschulische Bildungseinrichtungen wie Kitas und Kindergärten können ein Kurzzeitprojekt bei Erasmus+ beantragen.

### Kleinere Partnerschaften (Small-Scale Partnerships)
Kleinere Partnerschaften (Small Scale Partnership) ermöglichen die Zusammenarbeit zwischen europäischen Einrichtungen – aber in einem kleineren Rahmen, als bei den umfangreichen Kooperationspartnerschaften. Sie eignen sich für Einsteiger oder kleinere Einrichtungen, die über wenig Verwaltungspersonal verfügen, wie Vereine, Bildungsinitiativen oder kleine Behörden. Die Projekte müssen die allgemeinen Ziele des Erasmus+ Programms im Bereich Schulbildung verfolgen und sich mindestens einer der vier Programmprioritäten widmen.

### Kooperationspartnerschaften (Cooperation Partnership)
In einer Kooperationspartnerschaft (Cooperation Partnership) arbeiten mehrere Universitäten, Vereine, NGOs, Unternehmen oder Behörden zusammen, wobei der Antragsteller das Gesamtbudget verwaltet. Voraussetzung für eine Förderung ist ebenfalls, dass bei der Kooperation zu einem Thema gearbeitet oder geforscht wird, das Bezug zu einer der vier Programmprioritäten von Erasmus+ hat. Ein Beispiel für eine Kooperationspartnerschaft mit Erasmus+ im Bereich Schulbildung ist das Projekt "The Language Magician", bei dem unter Koordination des Goethe Instituts neun Universitäten und Institutionen aus Deutschland, Italien, Spanien und Großbritannien gemeinsam ein Computerspiel entwickelten, mit dem der Lernfortschritt im Fremdsprachenunterricht an Grundschulen getestet werden kann. Das Spiel wurde anschließend in Zusammenarbeit mit Grundschulen in verschiedenen Ländern ausprobiert und so auch verbessert und weiterentwickelt.